# Walikota Tarakan Open
Il Walikota Tarakan Open è un torneo professionistico di tennis giocato su campi in cemento. Fa parte dell'ITF Women's Circuit e dell'ITF Men's Circuit. Si gioca annualmente a Tarakan in Indonesia.

## Albo d'oro

### Singolare maschile
| Anno | Campione            | Finalista   | Punteggio     |
| ---- | ------------------- | ----------- | ------------- |
| 2010 | Christopher Rungkat | Jae-Sung An | 6-3, 0-6, 6-2 |

### Doppio maschile
| Anno | Campioni                                        | Finalisti                    | Punteggio |
| ---- | ----------------------------------------------- | ---------------------------- | --------- |
| 2010 | Weerapat Doakmaiklee Kittiphong Wachiramanowong | Vijayant Malik Vivek Shokeen | 6-3, 7-5  |

### Singolare femminile
| Anno | Campionessa   | Finalista          | Punteggio     |
| ---- | ------------- | ------------------ | ------------- |
| 2011 | Jessy Rompies | Ayu-Fani Damayanti | 6–1, 6–2      |
| 2012 | Lu Jiajing    | Nudnida Luangnam   | 6–2, 0–6, 6–2 |
| 2013 | Jovana Jakšić | Li Ting            | 6–3, 6–2      |

### Doppio femminile
| Anno | Campionesse                 | Finaliste                        | Punteggio        |
| ---- | --------------------------- | -------------------------------- | ---------------- |
| 2011 | Moe Kawatoko Miki Miyamura  | Jessy Rompies Grace Sari Ysidora | 6–2, 7–5         |
| 2012 | Chiaki Okadaue Yurika Sema  | Huỳnh Phương Đài Trang Lee So-ra | 6–4, 7–6(7–4)    |
| 2013 | Naomi Broady Teodora Mirčić | Tang Haochen Tian Ran            | 6–2, 1–6, [10–5] |